# Cyprinodon variegatus
O Cyprinodon variegatus é uma espécie de peixe actinopterígeo da família Cyprinodontidae. É encontrado em ambientes de sapais e estuários e é nativo das costas orientais das Américas do Norte e Central.

## Descrição
O Cyprinodon variegatus é um peixe que cresce até um comprimento de 75 mm a 30 mm. É comprimido lateralmente, com laterais planas, dorso arqueado e uma cabeça pequena com o topo achatado. A boca pequena fica na extremidade do focinho e os dentes são grandes e em forma de cunha com três cúspides. As nadadeiras peitorais são grandes e se estendem além das origens das pequenas nadadeiras pélvicas. A origem da nadadeira anal quase não se sobrepõe à borda posterior da nadadeira dorsal. O pedúnculo caudal é espesso e a nadadeira caudal é truncada e quadrada. A disposição das nadadeiras e os dentes tricúspides ajudam a distinguir esse peixe do Fundulus heteroclitus, que é encontrado nos mesmos habitats. O corpo é coberto por escamas grandes e circulares, sendo as maiores as das bochechas e do topo da cabeça e uma única escama logo acima da nadadeira peitoral. O macho geralmente é maior e mais encorpado do que a fêmea, com nadadeiras dorsal, pélvica e anal maiores.
A cor do Cyprinodon variegatus é verde-oliva na parte superior e amarelada na parte inferior. Os filhotes têm barras escuras transversais irregulares e as fêmeas as mantêm à medida que amadurecem, enquanto os machos as perdem. A nadadeira dorsal é escura, enquanto as nadadeiras peitoral, pélvica e anal são alaranjadas. Durante a época de reprodução, o macho fica muito colorido, com as partes superiores azul aço na frente da nadadeira dorsal, as partes superiores verde brilhante atrás e as partes inferiores rosa salmão profundo.

## Distribuição e habitat
O Cyprinodon variegatus é nativo da costa leste dos Estados Unidos. Sua distribuição se estende de Cabo Cod em direção ao sul até a península de Iucatã, no México, e também nas Índias Ocidentais. É encontrado em águas salobras em baías, enseadas, lagoas, sapais e locais semelhantes com pouca ação de ondas e fundos arenosos ou lamacentos. É tolerante a grandes variações de salinidade e também é encontrado em condições hipersalinas.

## Comportamento
O Cyprinodon variegatus é onívoro e se alimenta de matéria animal e vegetal. Sua dieta consiste principalmente de detritos, microalgas, larvas de crustáceos e outros pequenos invertebrados. Os machos são agressivos e atacam peixes maiores do que eles, cortando a presa com seus dentes afiados e devorando-a quando ela é subjugada. A reprodução ocorre em águas rasas entre abril e setembro, com os machos competindo ferozmente pelas fêmeas. Alguns ovos são desovados de cada vez e são fertilizados pelos machos, que agarram as fêmeas com suas nadadeiras. Os ovos se aglomeram e afundam no mar, conectados por fios pegajosos. Eles eclodem após cinco ou seis dias. Durante o inverno, esse peixe se enterra no substrato macio e permanece em estado de dormência.

## Usos
O Cyprinodon variegatus é comumente mantido como peixe de aquário. É fácil de reproduzir em cativeiro e é usado como peixe forrageiro [en] na maricultura.

## Status de conservação
O Cyprinodon variegatus tem uma ampla distribuição e uma grande população total, dividida em várias subpopulações. O número total de indivíduos parece estável e nenhuma ameaça específica ao peixe foi identificada, de modo que a IUCN o listou como “espécie pouco preocupante”. O Cyprinodon variegatus é um peixe tolerante ao calor, capaz de suportar temperaturas extremas e viver em uma ampla variedade de ambientes. Essa espécie se aclimata a diferentes temperaturas, em parte, alterando a atividade de antioxidantes enzimáticos no corpo, como a catalase, a superóxido dismutase e a glutationa peroxidase. Todos esses antioxidantes enzimáticos foram alterados no músculo branco do peixe em temperaturas extremamente quentes ou frias no laboratório, o que pode ser uma das razões pelas quais o peixe não apresentou aumento no dano por peroxidação lipídica. Embora os peixes pareçam capazes de lidar com o estresse oxidativo causado por temperaturas extremas, eles podem estar menos adaptados para lidar com os microplásticos em seu ambiente. Os pesquisadores descobriram que, quando os microplásticos eram ingeridos pelo Cyprinodon variegatus, eles diminuíam o comportamento de nado do peixe e causavam alterações na expressão de genes relacionados ao estresse oxidativo, às respostas imunológicas e à apoptose.